# Shūichi Gonda
Shūichi Gonda (権田 修一 Gonda Shūichi?, Setagaya, Tokio, 3 de marzo de 1989) es un futbolista japonés que juega como portero en el Debreceni VSC de la Nemzeti Bajnokság I de Hungría.

## Clubes
Datos actualizados al 25 de febrero de 2023.
| Club                     | Temporada     | Liga                           | Liga  | Liga  | Copa nacional | Copa nacional | Copa de la Liga | Copa de la Liga | Continental | Continental | Otros | Otros | Total | Total |
| Club                     | Temporada     | División                       | Part. | Goles | Part.         | Goles         | Part.           | Goles           | Part.       | Goles       | Part. | Goles | Part. | Goles |
| ------------------------ | ------------- | ------------------------------ | ----- | ----- | ------------- | ------------- | --------------- | --------------- | ----------- | ----------- | ----- | ----- | ----- | ----- |
| FC Tokyo                 | 2007          | J League Div. 1                | 0     | 0     | 0             | 0             | 0               | 0               | —           | —           | —     | —     | 0     | 0     |
| FC Tokyo                 | 2008          | J League Div. 1                | 0     | 0     | 0             | 0             | 0               | 0               | —           | —           | —     | —     | 0     | 0     |
| FC Tokyo                 | 2009          | J League Div. 1                | 34    | 0     | 1             | 0             | 10              | 0               | —           | —           | —     | —     | 45    | 0     |
| FC Tokyo                 | 2010          | J League Div. 1                | 30    | 0     | 2             | 0             | 7               | 0               | —           | —           | 1     | 0     | 40    | 0     |
| FC Tokyo                 | 2011          | J League Div. 2                | 20    | 0     | 5             | 0             | —               | —               | —           | —           | —     | —     | 25    | 0     |
| FC Tokyo                 | 2012          | J League Div. 1                | 31    | 0     | 0             | 0             | 0               | 0               | 5           | 0           | —     | —     | 36    | 0     |
| FC Tokyo                 | 2013          | J League Div. 1                | 33    | 0     | 2             | 0             | 0               | 0               | —           | —           | —     | —     | 35    | 0     |
| FC Tokyo                 | 2014          | J League Div. 1                | 33    | 0     | 1             | 0             | 0               | 0               | —           | —           | —     | —     | 34    | 0     |
| FC Tokyo                 | 2015          | J1 League                      | 22    | 0     | 0             | 0             | 5               | 0               | —           | —           | —     | —     | 27    | 0     |
| FC Tokyo                 | Total         | Total                          | 203   | 0     | 11            | 0             | 22              | 0               | 5           | 0           | 1     | 0     | 242   | 0     |
| SV Horn (cesión)         | 2015-16       | Austrian Regional League       | 2     | 0     | 0             | 0             | —               | —               | —           | —           | —     | —     | 2     | 0     |
| SV Horn (cesión)         | 2016-17       | Austrian Football First League | 15    | 0     | 1             | 0             | —               | —               | —           | —           | —     | —     | 16    | 0     |
| SV Horn (cesión)         | Total         | Total                          | 17    | 0     | 1             | 0             | 0               | 0               | 0           | 0           | 0     | 0     | 18    | 0     |
| Sagan Tosu               | 2017          | J1 League                      | 33    | 0     | 2             | 0             | 4               | 0               | —           | —           | —     | —     | 39    | 0     |
| Sagan Tosu               | 2018          | J1 League                      | 34    | 0     | 4             | 0             | 3               | 0               | —           | —           | —     | —     | 41    | 0     |
| Sagan Tosu               | Total         | Total                          | 67    | 0     | 6             | 0             | 7               | 0               | 0           | 0           | 0     | 0     | 80    | 0     |
| Portimonense             | 2018-19       | Primeira Liga                  | 1     | 0     | 0             | 0             | 0               | 0               | —           | —           | —     | —     | 1     | 0     |
| Portimonense             | 2019-20       | Primeira Liga                  | 14    | 0     | 1             | 0             | 3               | 0               | —           | —           | —     | —     | 18    | 0     |
| Portimonense             | 2020-21       | Primeira Liga                  | 0     | 0     | 0             | 0             | 0               | 0               | —           | —           | —     | —     | 0     | 0     |
| Portimonense             | Total         | Total                          | 15    | 0     | 1             | 0             | 3               | 0               | 0           | 0           | 0     | 0     | 19    | 0     |
| Shimizu S-Pulse (cesión) | 2021          | J1 League                      | 38    | 0     | 0             | 0             | 0               | 0               | —           | —           | —     | —     | 38    | 0     |
| Shimizu S-Pulse          | 2022          | J1 League                      | 33    | 0     | 1             | 0             | 1               | 0               | —           | —           | —     | —     | 35    | 0     |
| Shimizu S-Pulse          | 2023          | J2 League                      | 2     | 0     | 0             | 0             | 0               | 0               | —           | —           | —     | —     | 2     | 0     |
| Shimizu S-Pulse          | Total         | Total                          | 73    | 0     | 1             | 0             | 1               | 0               | 0           | 0           | 0     | 0     | 75    | 0     |
| Total carrera            | Total carrera | Total carrera                  | 375   | 0     | 19            | 0             | 33              | 0               | 5           | 0           | 1     | 0     | 434   | 0     |

## Selección nacional
El 12 de mayo de 2014 fue incluido por el entrenador Alberto Zaccheroni en la lista final de 23 jugadores que representaron a Japón en la Copa Mundial de Fútbol de 2014 en Brasil.

### Participaciones en Copas del Mundo
| Mundial      | Sede   | Resultado        | Partidos | Goles |
| ------------ | ------ | ---------------- | -------- | ----- |
| Mundial 2014 | Brasil | Fase de grupos   | 0        | 0     |
| Mundial 2022 | Catar  | Octavos de final | 4        | -4    |

## Palmarés

### Títulos nacionales
| Título               | Club        | País  | Año  |
| -------------------- | ----------- | ----- | ---- |
| Copa J. League       | F. C. Tokyo | Japón | 2009 |
| J. League Division 2 | F. C. Tokyo | Japón | 2011 |
| Copa del Emperador   | F. C. Tokyo | Japón | 2011 |

### Títulos internacionales
| Título           | Club        | País  | Año  |
| ---------------- | ----------- | ----- | ---- |
| Copa Suruga Bank | F. C. Tokyo | Japón | 2010 |